# Plectoptera insularis
Plectoptera insularis är en kackerlacksart som beskrevs av Karlis Princis 1951. Plectoptera insularis ingår i släktet Plectoptera och familjen småkackerlackor. Inga underarter finns listade i Catalogue of Life.